# آرمادیلوی پری‌وار صورتی
آرمادیلوی پری‌وار صورتی پستانداری از خانواده پشمینه‌پایان Dasypodidae است که در آرژانتین و آمریکای مرکزی یافت شده و در دشت‌های بی آب و شنی پوشیده از کاکتوس‌ها و بوته‌های خاردار سکونت دارد.